# Siraj Nasser
Siraj Nasser (in ebraico סיראז' נסאר‎?; Tur'an, 2 settembre 1990) è un calciatore israeliano, centrocampista dell'Hapoel Karmiel.

## Carriera

### Club
Il 1º luglio 2016 viene acquistato a titolo definitivo dalla squadra israeliana del Bnei Sakhnin.